# Carlos Álvarez-Nóvoa
Carlos Álvarez-Nóvoa Sánchez (La Felguera, Langreo, 1940 — Sevilha, 23 de setembro de 2015) foi um escritor, professor, diretor teatral e ator espanhol. Em 2000, ganhou o Prêmio Goya de melhor ator revelação pelo seu papel no filme Solas.